# Антоник, Владимир Владимирович
Влади́мир Влади́мирович Анто́ник (бел. Уладзімір Уладзіміравіч Антонік; род. 13 февраля 1953, Слоним, Гродненская область, Белорусская ССР, СССР) — советский и российский актёр кино, озвучивания и дубляжа, режиссёр дубляжа, диктор.

## Биография
Родился 13 февраля 1953 года в городе Слониме (Барановичская область Белорусской ССР), проживал на улице Суворова.
Окончил актёрский факультет ВГИКа (1973, мастерская для белорусов И. Таланкина), был штатным актёром киностудии им. Горького. В кино дебютировал в 1971 году. Наиболее известен по главной роли в фильме Сергея Юткевича «Ленин в Париже», как романтик-большевик Александр «Саша» Трофимов, который влюбляется в Инессу Арманд (Клод Жад). Почти за сорок лет актёр сыграл несколько десятков ролей — в «Последнем лете детства» (1974), экранизации молдавской сказки «Сказание о храбром витязе Фэт-Фрумосе» (1977), фильме «Русь изначальная» (1985), а в 2009 году снялся в сериале «Золото скифов» в роли археолога Андрея Берестова.
С конца 1970-х годов занимается дублированием и закадровым озвучиванием зарубежных фильмов и научно-популярных программ. В 1980-е годы он дублировал главные роли в нескольких индийских фильмах, Петара Хорвата («Офицер с розой»), Тьери Лермита в фильме «Откройте, полиция!», инспектора полиции в фильме «Достигая невозможного». Кроме того, актёр работал режиссёром на закадровом озвучивании, был режиссёром кинопоказа на телеканале ТВЦ.
Несколько раз дублировал Арнольда Шварценеггера в фильмах «Правдивая ложь», «Возмещение ущерба» и «Последний киногерой», Джеймса Бонда в исполнении Пирса Броснана в трёх фильмах, Дэвида Кэррадайна («Убить Билла») и Жана Рено, Кларка Гейбла в «Унесённых ветром». Часто дублирует хара́ктерные роли, харизматичных персонажей, среди них множество известных голливудских актёров (голос Сильвестра Сталлоне, Мела Гибсона, Харрисона Форда, Лиама Нисона, Сэмюэла Л. Джексона, Шона Бина, Джорджа Клуни). Его голосом говорит агент Смит в трилогии «Матрица» (Хьюго Уивинг), V в фильме «V — значит вендетта». Также занимается озвучиванием компьютерных игр.
Выступил в качестве чтеца аудиокниги «Три товарища», романа Эриха Марии Ремарка, эта работа была хорошо оценена слушателями. Также принял участие в записи фэнтези-мюзикла «Последнее испытание» (Летописец).
С начала 2010-х годов принимает участие в озвучке рекламных роликов, с 2015 года занимается этим наиболее активно (при этом принципиально отказывается озвучивать рекламу лекарственных препаратов). С 2014 года — голос телеканалов компании «Амедиа»: «A1», «A2», «Amedia Premium HD», «Amedia Hit HD».
Наиболее близкое ему амплуа — романтического героя или же брутального героя-любовника. Любит охоту и рыбалку. Гордится своей родиной, где сейчас живёт его мама, и бывает там 3-4 раза в год. Сын — Евгений, дочь — Анна.
В мае 2018 года выступил в четвертьфинале Высшей лиги КВН в качестве приглашённой звезды.

## Фильмография
- 1971 — Чёрные сухари
- 1974 — Последнее лето детства — Миша Поляков
- 1974 — Потому что люблю — лётчик
- 1975 — Волчья стая — партизан
- 1976 — Меня ждут на земле — прапорщик, радист, друг Лены
- 1976 — Память земли — Тимур
- 1977 — Красный чернозём — комсомолец
- 1977 — Сказание о храбром витязе Фэт-Фрумосе — Фэт-Фрумос
- 1978 — Плата за истину
- 1980 — Ленин в Париже — Александр Трофимов
- 1980 — Мужество — Андрей Круглов
- 1981 — Его отпуск — Гера
- 1982 — Не могу сказать «прощай» — Костя, друг Сергея
- 1982 — Однолюбы — агроном
- 1983 — Карантин — Аспидов
- 1983 — Раннее, раннее утро — Костя
- 1983 — Набат — Андрей Кольцов
- 1984 — Время желаний — Дима
- 1984 — Третий в пятом ряду — взрослый Володя Кудрявцев
- 1984 — Костёр в белой ночи — Павел Копырёв
- 1985 — И на камнях растут деревья — викинг
- 1985 — Русь изначальная[14] — Ратибор
- 1986 — Секунда на подвиг — Иван Новиченко
- 1987 — Николай Подвойский (страницы жизни) — Николай Подвойский
- 1989 — Праздник ожидания праздника — Мотя
- 1990 — Коррупция (фильм первый, «Убийство») — Лев Иванович Гуров, старший инспектор МУРа[15]
- 1990 — Убийца — Павел Смирнов
- 1991 — Дикое поле — Никита
- 1991 — Заряженные смертью — Джерри Рэнклин, вертолётчик береговой охраны
- 1991 — Царь Иван Грозный — Ванюха Перстень
- 1992 — Белые одежды — Краснов
- 1992 — Бесы — Маврикий Николаевич
- 1992 — Вверх тормашками
- 1993 — Монстры
- 1993 — Отряд «Д» — Андрей Давыдов
- 1993 — Четвёртая сторона треугольника
- 1994 — Волшебник Изумрудного города — ураган
- 1995 — За что? (Россия-Польша) — эпизод
- 1996 — Любить по-русски 2 — редактор газеты
- 1997 — Волшебный портрет — князь
- 1999 — Казачья быль — Севрюк / текст за кадром
- 1999 — Транзит для дьявола — Коршун
- 2007 — Если у Вас нету тёти… — Георгий
- 2007 — Молодой Волкодав — воевода
- 2008 — Самый лучший вечер — Яков Гнедич
- 2008 — Девочка моя — Егор, отчим Алёны
- 2009 — Большая нефть — Владимир Архипович Томский, геолог
- 2009 — Братья Карамазовы — отец Паисий
- 2009 — Золото скифов — Андрей Берестов
- 2009 — Пелагия и белый бульдог — Вонифатьев
- 2010 — Ярослав. Тысячу лет назад[14] — Вышата
- 2011 — Сделано в СССР — Савелий Петрович, директор школы
- 2011 — Не укради! — генерал
- 2014 — Сучья война — Алексей Григорьевич Барцев, отец Любы, заместитель председателя колхоза
- 2015 — Молодая гвардия — Матвей Громов, отец Ульяны
- 2016 — Родные люди — Виктор Иванович Коршунов, водитель трамвая
- 2018 — Последний в роду — Михаил
- 2019 — Золото Лагина — Николай Петрович Ерохин, начальник участка
- 2022 — Янычар — патриарх Константинопольский Иеремия II
- 2022 — Алекс Лютый. Дело Шульца — Тимофей Григорьевич Коваль

## Дубляж и закадровое озвучивание
Ниже указаны в основном работы актёра на дубляже. Фильмы, которые озвучены закадровым переводом, помечены отдельно.

### Фильмы

#### Сильвестр Сталлоне
- 2008 — Рэмбо IV — Джон Рэмбо[16][17]
- 2010 — Неудержимые — Барни Росс[16]
- 2013 — Неудержимый — Джимми Бономо[16]
- 2019 — Рэмбо: Последняя кровь — Джон Рэмбо[18]

#### Пирс Броснан
- 1995 — Золотой глаз — Джеймс Бонд[17][19] (дубл. в 1996 и 2008 годах)
- 1999 — И целого мира мало — Джеймс Бонд[17][19] (дубл. в 1999 и 2008 годах)
- 2010 — Призрак — Адам Лэнг[16]
- 2010 — Помни меня — Чарльз Хокинс[16]

#### Харрисон Форд
- 2002 — К-19 — Алексей Востриков[20][21]
- 2008 — Индиана Джонс и Королевство хрустального черепа — Индиана Джонс[20]
- 2010 — Доброе утро — Майк Померой[16]
- 2011 — Ковбои против пришельцев — полковник Вуди Долархайд[16]

#### Лиам Нисон
- 2005 — Бэтмен: Начало — Дюкард / Ра’с аль Гул[16]
- 2008 — Заложница — Брайан Миллс[16]
- 2011 — Неизвестный — доктор Мартин Харрис[16][21]

#### Арнольд Шварценеггер
- 1993 — Последний киногерой[6] — Джек Слейтер (дубл. в 1997 году, «Варус-Видео»)
- 1994 — Правдивая ложь[6] — Гарри Таскер (дубляж творческого содружества «Ист-Вест», 1994 год)
- 2017 — Последствия — Роман Мельник[22][17]

#### Другие фильмы
- 1939 — Унесённые ветром — Ретт Батлер (Кларк Гейбл) (дубляж студии «Мост Видео», 2002 г.)[23]
- 1971 — Бриллианты навсегда — Джеймс Бонд (Шон Коннери)[23]
- 1984 — Вспышка[20] — Эрни Уайтт (Трит Уильямс)
- 1984 — Откройте, полиция! — Франсуа Лебюш (Тьерри Лермитт) (дубляж киностудии им. Горького, 1986 г.)[20]
- 1984 — Мы ещё встретимся — Натанаэл (Ашот Адамян)[источник?]
- 1987 — Танцуй, танцуй — Раму (Ромео) (Митхун Чакраборти)[24]
- 1990 — Подземелье ведьм — Андрей Брюс (Сергей Жигунов)[20][17]
- 1990 — Гамлет — Гамлет (Мел Гибсон)[17][25]
- 1993 — Пришельцы — Годфруа де Монмирай (Жан Рено) (дубляж киностудии им. Горького, 1993 г.)[26]
- 1999 — Матрица — Агент Смит (Хьюго Уивинг)[8][21]
- 2002 — Чикаго — Билли Флинн (Ричард Гир)[20]
- 2003 — Убить Билла — Билл (Дэвид Кэррадайн)[27]
- 2003 — Невезучие — Квентин (Жерар Депардьё)[23]
- 2006 — 300 спартанцев — Царь Леонид (Джерард Батлер)[17][25]
- 2006 — Люди Икс: Последняя битва — Хэнк Маккой / Зверь (Келси Грэммер)
- 2007 — Элвин и бурундуки — Бурундук Элвин[27]
- 2010 — Из Парижа с любовью — автор[21]
- 2010 — Турист — главный инспектор Джонс (Тимоти Далтон)[21]
- 2014 — Седьмой сын — Мастер Грегори (Джефф Бриджес)[19]
- 2015 — Омерзительная восьмёрка — Джон Рут (Курт Рассел)[28]
- 2016 — Книга джунглей — Шер-Хан[19]
- 2016 — Финансовый монстр — Ли Гейтс (Джордж Клуни)[29]
- 2018 — За гранью реальности — Гордон (Антонио Бандерас)[30]
- 2019 — Капитан Марвел — Ник Фьюри (Сэмюэл Л. Джексон)[31]
- 2019 — Паразиты — Ким Китхэк (Сон Кан Хо)[23]
- 2019 — Ирландец — Фрэнк «Ирландец» Ширан (Роберт Де Ниро)[23][17]

### Телесериалы
- 1976 — 1977 — Рабыня Изаура — Леонсио Алмейда (Рубенс ди Фалко) (закадровый перевод студии «Селена» по заказу телеканала «Домашний», 2016 год)[32][33]
- 1985 — 1989 — Детективное агентство «Лунный свет» — Дэвид Эддисон-младший (Брюс Уиллис) (закадровый перевод ОРТ)[20][17][21]
- 1986 — Подводная одиссея команды Кусто — голос за кадром[21]
- 1990 — 1993 — Дживс и Вустер[34] — все мужские роли 3-го и 4-го сезона, кроме Дживса и Вустера (закадровый перевод для телеканала «Россия», 2003 год)
- 1999 — 2000 — Земля любви[23][кто?]
- 2013 — Зайцев+1 — Жора (герой Жерар Депардьё)[35]
- 2018 — Патрик Мелроуз — Дэвид Мелроуз (Хьюго Уивинг) (закадровый перевод «Новамедиа» по заказу Amediateka)[36]
- 2018 — 2020 — Ничто не случается дважды — муж Лидии (роль Регимантаса Адомайтиса)[23]
- 2019 — 2023 — Ведьмак — Стрегобор (Ларс Миккельсен)[31]

### Мультсериалы
- 1992 — Гуфи и его команда — Гуфи, часть второстепенных персонажей (РТР)[29]
- 2010 — Томас и его друзья — рассказчик (13—16 сезоны)[37]
- 2013 — Монстры против пришельцев[англ.] — доктор Таракан[37]
- 2014 — Губка Боб Квадратные Штаны — второстепенные персонажи в 184, 186, 188, 190, 200, 205, 206, 207, 208, 211, 212 и 230 сериях[37]
- 2014 — Да здравствует король Джулиан — король Джулиан XII, мудрец Ночнойтанцор, Гектор, Карл, второстепенные персонажи[37]
- 2016 — Мой любимый рыцарь[англ.] — Генри[37]

### Компьютерные игры
- 2006 — Call of Juarez — Хуан «Хуарес» Мендоса[38]
- 2007 — Crysis — Мужской голос нанокостюма[39]
- 2008 — Prince of Persia — Король[40]
- 2008 — Fallout 3 — Джеймс[40]
- 2009 — Call of Juarez: Bound in Blood — Хуан «Хуарес» Мендоса[38]
- 2009 — Call of Duty: Modern Warfare 2 — Джон Прайс[41]
- 2009 — Resident Evil 5 — Альберт Вескер[42]
- 2009 — Left 4 Dead 2 — Тренер[43]
- 2009 — Risen — Инквизитор Мендоса[44]
- 2010 — Call of Duty: Black Ops — Фридрих Штайнер[45]
- 2010 — Mafia II — Эдди Скарпа[46]
- 2010 — Just Cause 2 — Том Шелдон[47]
- 2010 — Assassin’s Creed: Brotherhood — Микелетто Корелья[48]
- 2010 — A New Beginning — Найджел[49]
- 2011 — Rage — Мэр Клейтон[50]
- 2011 — LittleBigPlanet 2 — Доктор Герберт Хиггинботам[51]
- 2011 — Dead Island — Сэм Би[52]
- 2011 — Assassin’s Creed: Revelations — Леандр де Тадмор[53]
- 2012 — Halo 4 — Мастер Чиф[54]
- 2012 — Risen 2: Dark Waters — Карлос[55]
- 2013 — Killzone: Shadow Fall — Томас Синклер[56]
- 2013 — Dead Rising 3 — Джон Хэмлок[57]
- 2013 — Beyond: Two Souls — Коул Фриман[58]
- 2014 — Dota 2 — Doom, Pudge, Wraith King[59]
- 2014 — Call of Duty: Advanced Warfare — Джонатан Айронс[60]
- 2015 — Star Wars: Battlefront — Дарт Вейдер[61]
- 2015 — Ведьмак 3: Дикая Охота — Весемир[62]
- 2015 — Halo 5: Guardians — Мастер Чиф[63]
- 2015 — Tom Clancy’s Rainbow Six Осада — Саиф «Oryx» аль-Хадид[64]
- 2016 — Battle Carnival — Рино[65]
- 2016 — Deus Ex: Mankind Divided — Директор Миллер[66]
- 2017 — StarCraft: Remastered — Арктур Менгск, Арбитр[67]
- 2018 — Spider-Man — Носорог'[68]
- 2018 — FIFA 19 — Бартоломью Казарес[69]
- 2018 — Assassin’s Creed Odyssey — Леонид I[70]
- 2019 — Days Gone — Мэттью Гаррет[71]
- 2019 — Death Stranding — Клиффорд «Клифф» Унгер[72][73]
- 2019 — Blacksad: Under the Skin — Тим Торп[74]
- 2019 — Metro Exodus — Святослав Константинович Мельников («Мельник»)[75]
- 2020 — Immortals Fenyx Rising — Прометей[76]
- 2020 — Resident Evil: Revelations (2013) — Клайв Р. О’Брайан[77]
- 2022 — Silent Hill 3 — Дуглас Картланд[78]

## Озвучивание

### Мультфильмы и мультсериалы
- 1982 — Кто расскажет небылицу? — диктор новостей
- 2006 — Князь Владимир — Император
- 2017 — Сказ о Петре и Февронии — Старец
- 2017 — Лео и Тиг — Чёрные грифы
- 2017 — Герои Энвелла — Моргарт
- 2017 — Четверо в кубе — диктор на радио, робот (серия «Там, где водятся витамины»)
- 2018 — Оранжевая корова — Папа Бык[79]
- 2019 — Морики дорики — учитель географии
- 2021 — Крутиксы — дедушка Яны, Старейшина Зио, Допотопс
- 2024 — Сказочный патруль. Шоу продолжается — Альмонд

### Фильмы
- 1989 — Дежа вю (СССР-Польша) — читает закадровый перевод
- 2022 — СамоИрония судьбы — голос за кадром

### Телесериалы
- 2019 — Екатерина. Самозванцы — голос за кадром

### Телепередачи и документальные фильмы
- 1999 — «Каламбур» (ОРТ) — читает закадровый перевод в рубрике «Крутое пике» (55-65 выпуски)
- 2002 — «Ленд-лиз» (ТВС)
- 2003—2005 — «Любовные истории» (Первый канал)
- 2005 — «Галапагос. Тайны опрокинутого глобуса»
- 2006 — «Жестокое шоу Чарльза Линдберга» (Первый канал)
- 2006 — «Георгий Гречко. В гости к пришельцам» (ТВ Центр)
- 2006 — «Три с половиной жизни Ивана Пырьева» (ТВ Центр)
- 2006 — «Мир состоит из звёзд и людей…» (Культура)
- 2007 — «Аланы. Дорога на Запад» (Культура)
- 2007 — «Любовь и голуби 1957 года» (ТВ Центр)
- 2009 — «Честный понедельник» (НТВ)
- 2010—2015 — «Не ври мне!» (РЕН ТВ)
- 2010 — «Зенит-Казань. Путь к вершине»
- 2011 — «С Осетией в сердце» — читает закадровый перевод
- 2011 — «Владимир Высоцкий. „Так оставьте ненужные споры…“» (Первый канал)
- 2012 — «Кронштадтский мятеж» (Россия-1)
- 2012 — «Две жизни Андрея Кончаловского» (Первый канал)
- 2012 — «Апокалипсис-2012. Когда настанет судный день?» (Первый канал)
- 2012 — «Юрий Сенкевич. Вечный странник» (Первый канал)
- 2012 — «Шли бы Вы в баню» (Первый канал)
- 2013 — «Леонид Гайдай. Великий пересмешник» (Первый канал)
- 2014 — «Татьяна Буланова. Ясный мой свет» (Первый канал)
- 2014 — «Лермонтов» (Первый канал)
- 2014 — «Военные тайны Балкан. Освобождение Белграда» (Россия-1)
- 2014 — «Настоящая Ванга» (Домашний)
- 2014 — «Рождение легенды. Любовь и голуби» (Первый канал)
- 2015 — «Лидия Смирнова. Любовь и прочие неприятности» (Первый канал)
- 2015 — «Никита Михалков. Чужой среди своих» (Первый канал)
- 2016 — «Разведка в лицах. Маркус Вольф» (Культура)
- 2016 — «Александр Блок. Я медленно сходил с ума» (Первый канал)
- 2016 — «Микаэл Таривердиев. Игра с судьбой» (Первый канал)
- 2016 — Тайны нашего кино. «Не могу сказать „прощай“» (ТВ Центр) — участник
- 2017 — «Русская Америка. Прощание с континентом» (НТВ)
- 2017 — «Крещение Руси» (Первый канал)
- 2018 — «Раиса Рязанова. День и вся жизнь» (Первый канал)
- 2018 — «Ренат Ибрагимов. Про жизнь и про любовь» (ТВ Центр)
- 2018 — «Алексей Баталов. Как долго я тебя искала» (Первый канал)
- 2019 — «Василий Лановой. Другого такого нет» (Первый канал)
- 2019 — «Рюриковичи. История первой династии» (Первый канал)
- 2019 — «Борис Щербаков. Мужчина особого обаяния» (Первый канал)
- 2021 — «Голос за кадром» (ТВ Центр) — участник
- 2022 — «Владимир Меньшов. Поздняя слава» (ТВ Центр)

### Прочее
- 2022 — [BadComedian] — МАТРИЦА 4 ВОСКРЕШЕНИЕ — Агент Смит[80]

## Режиссёр дубляжа
- Джонни Браво[81] (дубляж студии «Кипарис» по заказу Cartoon Network)